# 謫仙怨
《謫仙怨》是白先勇早期的短篇小說，篇幅較短，全文不足四千字。小說於1969年3月發表在《現代文學》第三十七期，後來收錄於小說集《紐約客》中，排在第二篇，在〈謫仙記〉之後。

## 內容簡介
小說主人翁是二十五歲的黃鳳儀。鳳儀父親是高官，當時一家住在上海霞飛路的法國豪華房子，過著上流社會的好日子，之後移居臺北。父親在鳳儀幼年時去世，之後家境衰落，但鳳儀母女仍未能忘懷昔日的上流社會當高官家屬的日子，母親常到舅母家和她那些富有朋友應酬和打大牌，享受京戲和麻將等的昔日排場。
母親向舅媽借了錢，將鳳儀由臺北送到美國紐約留學。鳳儀在大學認識了初戀男友司徒英，但司徒英在學校醫院裡養病期間和一位美國護士發生了關係，由於鳳儀不能原諒這事，他便和那護士結了婚。
鳳儀自小不是讀書的材料，在紐約大學讀了兩年洋書後，決定輟學賺錢。她把賺到的錢寄給母親，讓她還清借舅媽的債。為了高薪，鳳儀於深夜時分在第六街的 Rendezvous 地下的一間酒吧出賣色相，當陪酒女郎賺錢。她常被人當成日本姑娘，酒吧老板娘芭芭拉又會以「蒙古公主」作號召為她拉客，將她推薦給一些四五十歲的「糖爹爹」。

## 小說人物
| 人物   | 簡介                                           |
| ------ | ---------------------------------------------- |
| 黃鳳儀 | 小說主角，出身高官家庭但已家道中落。           |
| 母親   | 黃鳳儀母親，常到舅媽家應酬，並借錢送鳳儀出國。 |
| 司徒英 | 黃鳳儀的前男友。                               |
| 喬治   | 酒吧的年青酒保。                               |
| 芭芭拉 | 酒吧老板娘，身材肥胖。                         |